# Olga Rodriguez (ativista)
Olga Rodriguez (1948) é uma ativista chicana e um dos principais membros do Partido Socialista dos Trabalhadores dos Estados Unidos.

## Obras
- A política da libertação chicana (The Politics of Chicano Liberation), Pathfinder, 1977. ISBN 9780873485135, OCLC 491726604[3][4]